# Felipe Pérez Roque

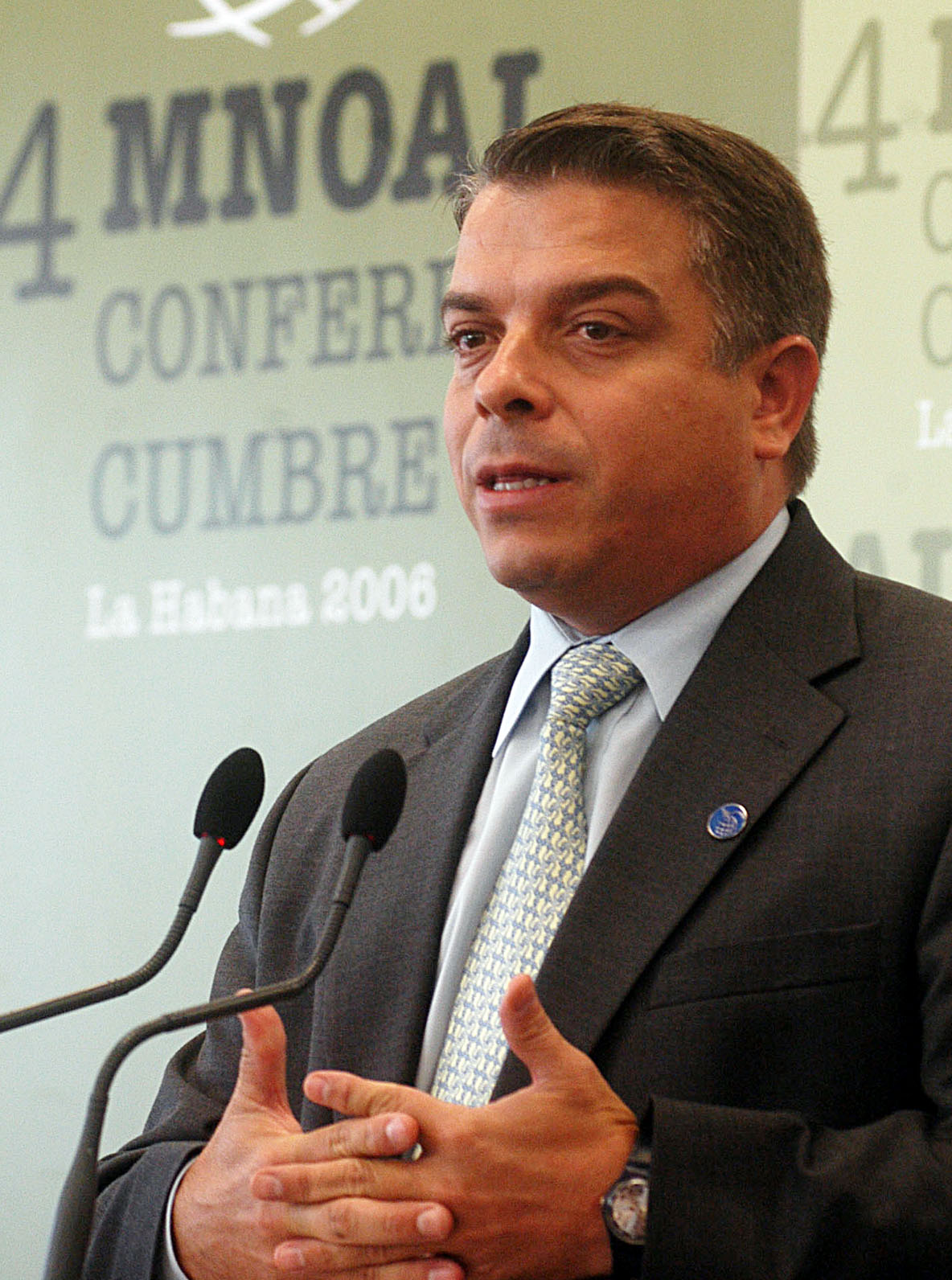
Felipe Pérez Roque, september 2006 i Havanna.

Felipe Pérez Roque, född 28 mars 1965 i Havanna, är en kubansk statstjänsteman som var Kubas utrikesminister från maj 1999 till 2009.
Vid sin utnämning var han inte bara regeringens yngsta ledamot utan även den ende som var född efter den kubanska revolutionen 1959.
Roque är utbildad elektronikingenjör och tidigare ledare för en studentorganisation. Innan sin utnämning till minister var han Fidel Castros stabschef. Han är också ledamot i det kubanska kommunistpartiets centralkommitté.